# Setina brunnescens
Setina brunnescens là một loài bướm đêm thuộc phân họ Arctiinae, họ Erebidae.